# The Sidehackers
The Sidehackers, ook bekend als Five the Hard Way of gewoon Sidehackers, is een Amerikaanse film uit 1969. De film werd geregisseerd door Gus Trikonis. Hoofdrollen werden vertolkt door Larry Billman, Tony Huston en Michael Pataki

## Verhaal
De film draait voornamelijk om Rommel, een monteur en een deelnemer aan de sidehack-stijl motorraces. Hij slaat het aanbod mee te doen aan de act van J.C., een heethoofdige entertainer, af. Ondertussen ontwikkeld J.C.’s vriendin Paisley gevoelens voor Rommel, maar hij moet niets van haar hebben. Om wraak te nemen doet Paisley alsof Rommel haar heeft misbruikt. J.C. gelooft haar, en beveelt zijn mannen om Rommel en zijn verloofde Rita te vermoorden. Rommel overleeft de aanslag, en de rest van de film draait om zijn plannen wraak te nemen op J.C.
Tegen het eind van de film hebben zowel Romme’s als J.C.’s mannen elkaar vermoord, en zijn enkel Rommel en J.C. zelf nog over. Rommel slaagt erin J.C. te verslaan, maar wanneer hij de politie hoort aankomen besluit hij J.C. te laten leven zodat hij kan worden gearresteerd. J.C. trekt echter een pistool, en schiet Rommel in de rug net voor hij gearresteerd wordt. In de laatste scène bevinden zowel Rommel als zijn eerder vermoorde verloofde zich in een grasveld, vermoedelijk in de hemel.

## Cast
| Acteur          | Personage    |
| --------------- | ------------ |
| Ross Hagen      | Vince Rommel |
| Diane McBain    | Rita         |
| Michael Pataki  | J.C.         |
| Dick Merrifield | Luke         |
| Claire Polan    | Paisley      |
| Edward Parrish  | Nero         |
| Michael Graham  | Cooch        |
| Hoke Howell     | Crapout      |
| Diane Tessier   | Debbie       |
| Erik Cord       | Dirty John   |
| Eric Lidberg    | Tork         |

## Achtergrond
Op 29 september 1990 werd Sidehackers gebruikt voor een aflevering van de televisieserie Mystery Science Theater 3000. De aflevering is vooral noemenswaardig omdat het de enige is waarin cambot ook meehelpt met het bespotten van de film. Hij toont een ESPN-achtige scorekaart in beeld tijdens de racescènes.
De schrijvers van MST3K keken de film oorspronkelijk niet geheel toen ze hem selecteerden voor hun show. Pas tijdens het schrijven van het script ontdekten ze een gruwelijke scène die achteraf verwijderd werd. Sindsdien nam het team zich voor alle films die werden uitgekozen voor de show van begin tot eind te kijken ter beoordeling.